# MTV Base
MTV Base – brytyjski kanał muzyczny nadający muzykę hip-hop i RnB. Rozpoczął nadawanie 1 lipca 1999 roku. Należy do grupy MTV Networks Europe.
W Polsce został zastąpiony przez MTV Dance 7 marca 2008 roku z powodu słabej oglądalności. Kanał można odbierać w Wielkiej Brytanii.
Kanał został zastąpiony przez MTV 90s 31 marca 2022 roku.